# Lago di Lases
Il lago di Lases è un piccolo lago alpino situato presso il monte La Gorsa (m 1041), a 20 chilometri circa da Trento, nel Trentino orientale.

## Il lago ed il porfido

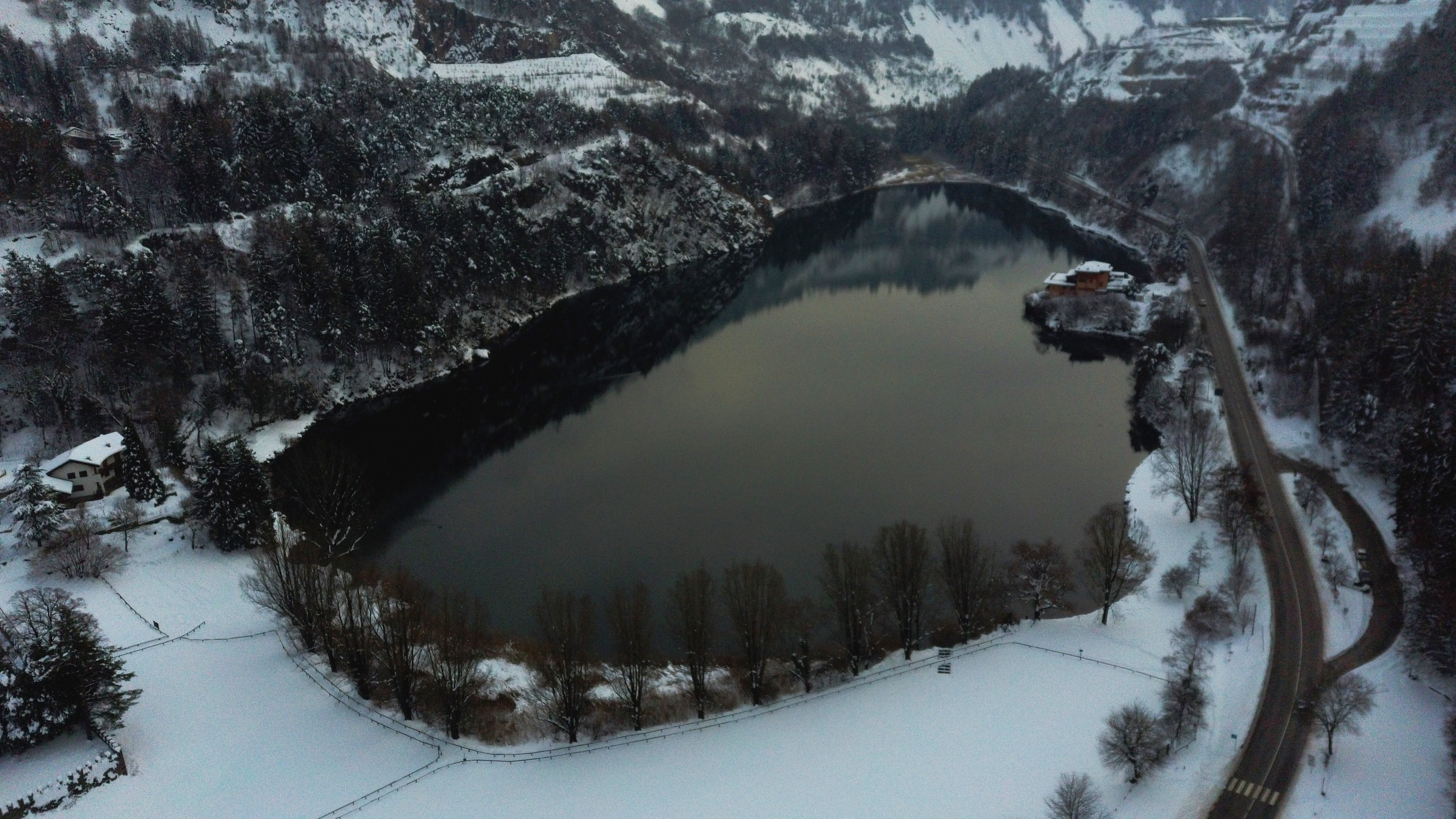
Vista aerea invernale del lago

Il lago si trova in una ripida vallata, circondato da alture ormai sviscerate per le quotidiane perforazioni causate dall'estrazione del porfido. Infatti gli scavi hanno portato a formare enormi squarci e quindi grandi discariche che tra San Mauro e il Gorsa incombono sulla strada Provinciale e minacciano di "strozzare" il lago di Lases, come il Lago di Valle (piccolo lago di origine vulcanica).
Queste discariche di materiale di scarto a cielo aperto, hanno sommerso vaste zone di campi boschivi sul fondovalle. Un episodio tra tanti è quello che accade nella notte tra il 16 e il 17 gennaio 1986, quando scivolarono a valle, nei pressi del lago circa 300 000 metri cubi di materiale di scarto.

## Il lago turistico

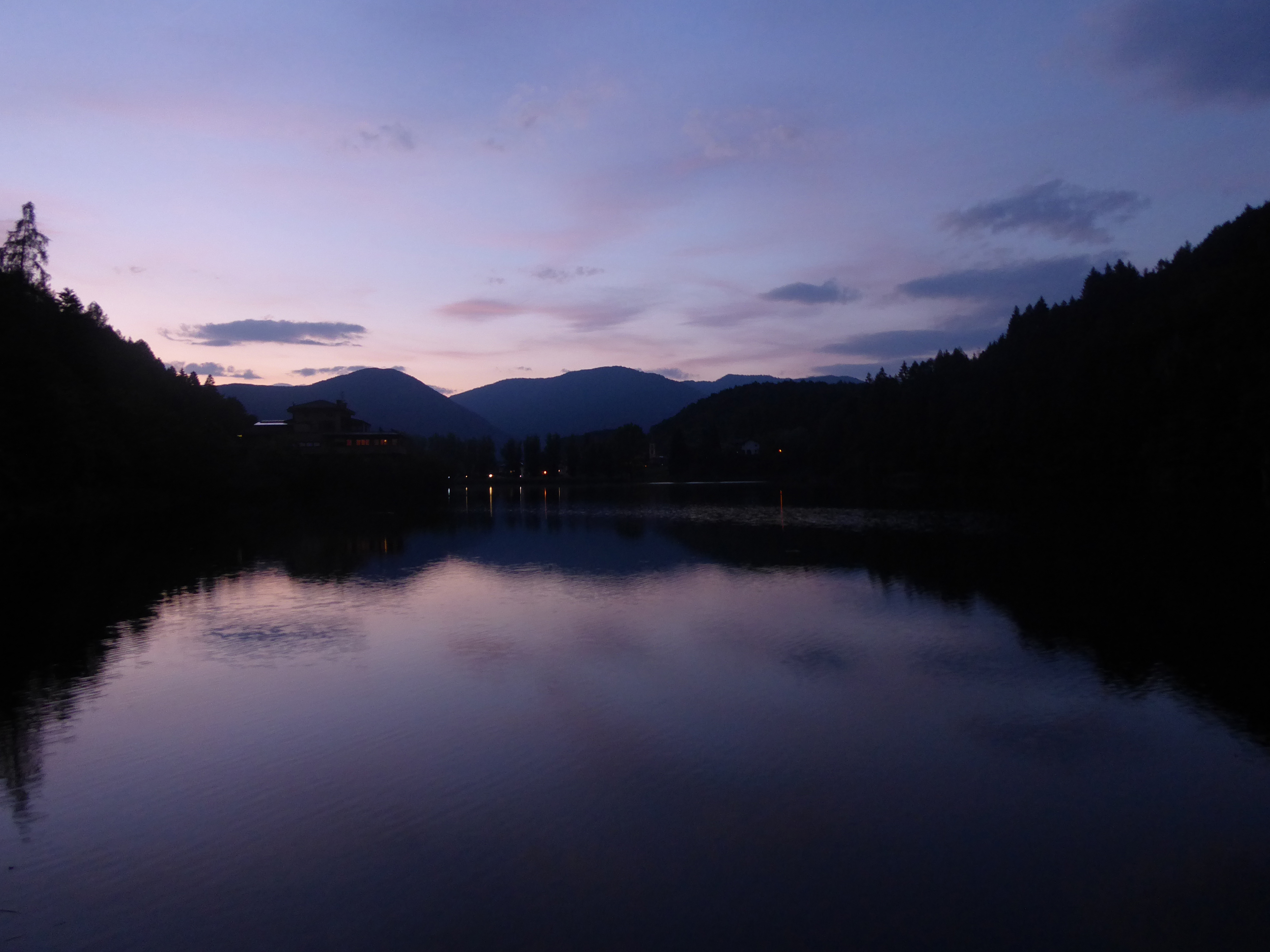
Il lago al tramonto vista dalla sponda a sud-ovest, con le luci del paese di Lases

Il lago è lungo 700 metri, largo 225 è molto pescoso ed ha origine da uno sbarramento morenico.
Il comune negli ultimi anni ha creato oltre ad alcune spiagge per sdraiarsi, un fondale più confortevole con la sabbia. Nel passato sorgeva lungo una delle spiagge un trampolino, oggi è stato smontato. Esiste inoltre la possibilità di tuffarsi da una roccia.
È possibile effettuare un giro attorno al lago (che misura 2 chilometri circa), anche se il sentiero non è dei più pianeggianti, infatti sale di un centinaio di metri in quota.